# Montbard
Montbard [mɔ̃baʁ] ist eine französische Stadt mit 4751 Einwohnern (Stand 1. Januar 2022) im Département Côte-d’Or in der Region Bourgogne-Franche-Comté; sie ist Verwaltungssitz des Arrondissements Montbard und des Kantons Montbard.

## Lage
Montbard liegt nordwestlich von Dijon am Fluss Brenne und dem Canal de Bourgogne.

## Geschichte

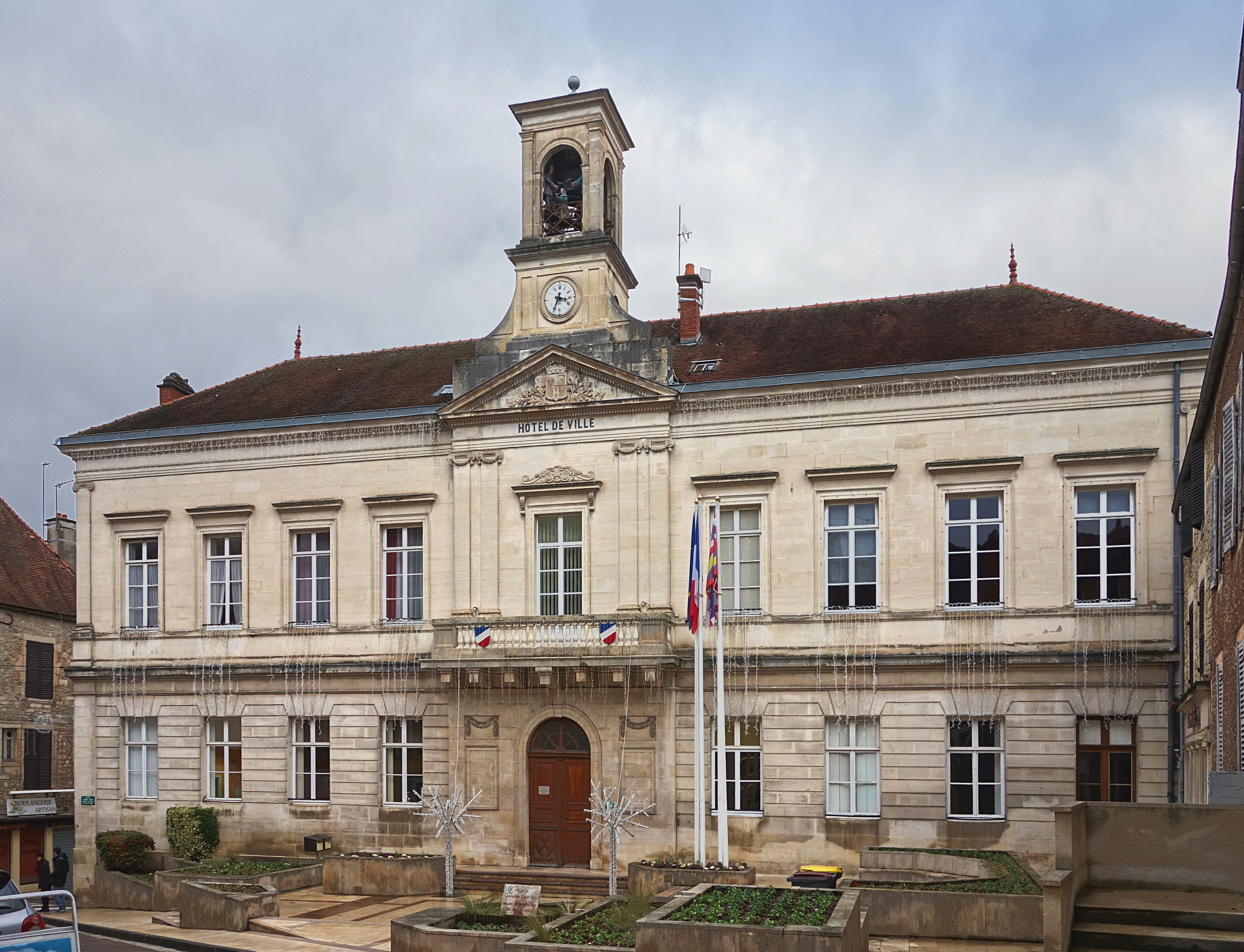
Hôtel de ville (Rathaus)

In Montbard wurde 1070 Aleth, die Mutter Bernhards von Clairvaux geboren. 1231 wurde die Siedlung Montbard zur Stadt erhoben. In der Burg hielten sich die Herzöge aus dem Haus Burgund häufig auf. 1590 wurde Montbard vom Graf von Tavannes bei dessen Kampf gegen den Herzog von Nemours belagert.
1833 wurde der Canal de Bourgogne eröffnet. 1926 wurde Montbard durch Dekret Raymond Poincarés Unterpräfektur.

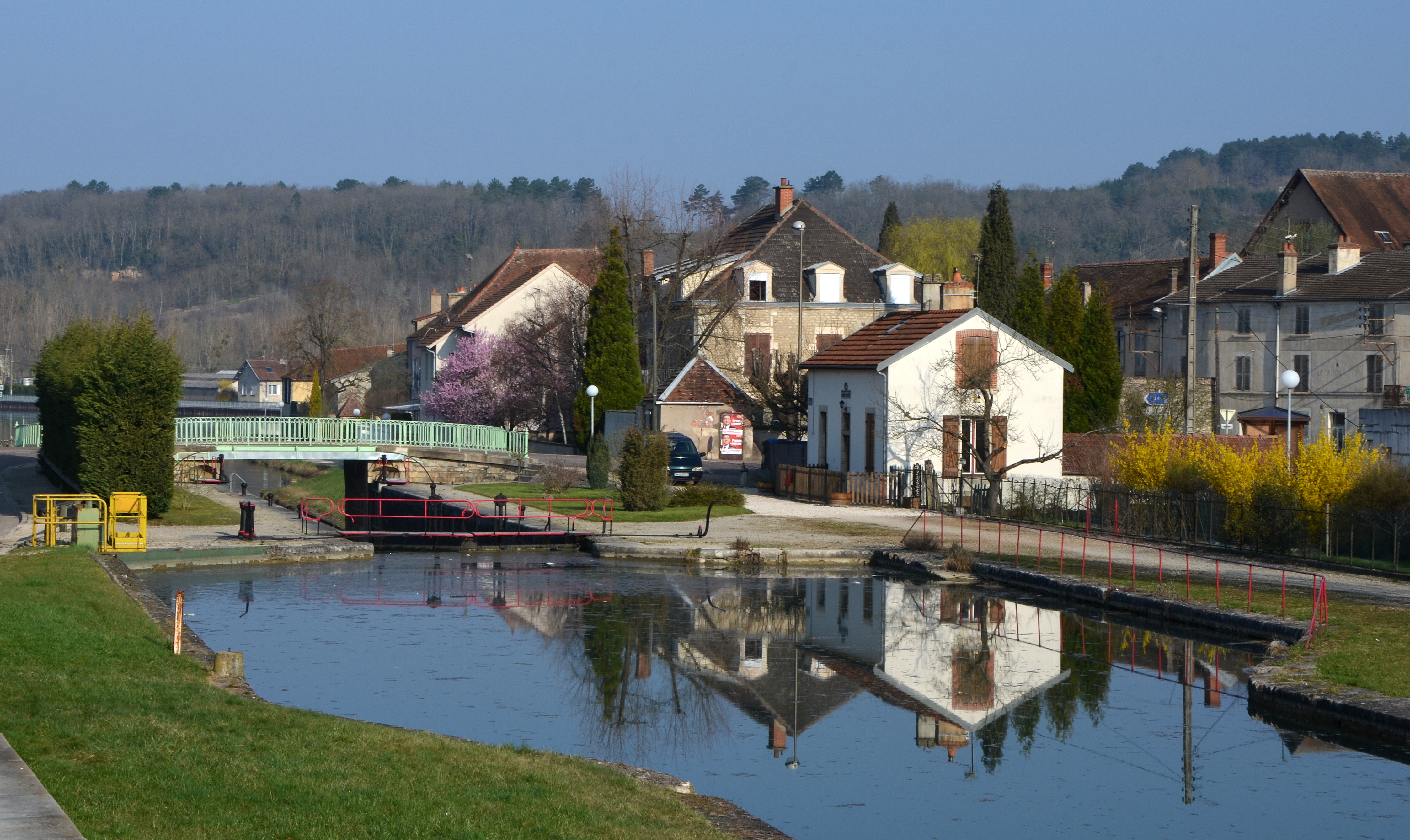
Der Canal de Bourgogne mit der Schleuse 64Y

In Montbard befand sich im Frühjahr 1940 ein unter militärischer Leitung stehendes Internierungslager für Zivilpersonen (in der Regel sogenannte unerwünschte oder feindliche Ausländer, vor allem Deutsche und Österreicher), die nicht zum Arbeitsdienst in den Groupements de Travailleurs Etrangers (G.T.E., Gruppen ausländischer Arbeiter) eingesetzt waren.

## Bevölkerungsentwicklung
| Jahr                       | 1962 | 1968 | 1975 | 1982 | 1990 | 1999 | 2009 | 2016 |
| Einwohner                  | 6386 | 7050 | 7513 | 7707 | 7108 | 6300 | 5527 | 5334 |
| Quellen: Cassini und INSEE |      |      |      |      |      |      |      |      |

## Wirtschaft
In Montbard befindet sich ein großes Werk der Salzgitter Mannesmann Stainless Tubes France SAS.

## Verkehr

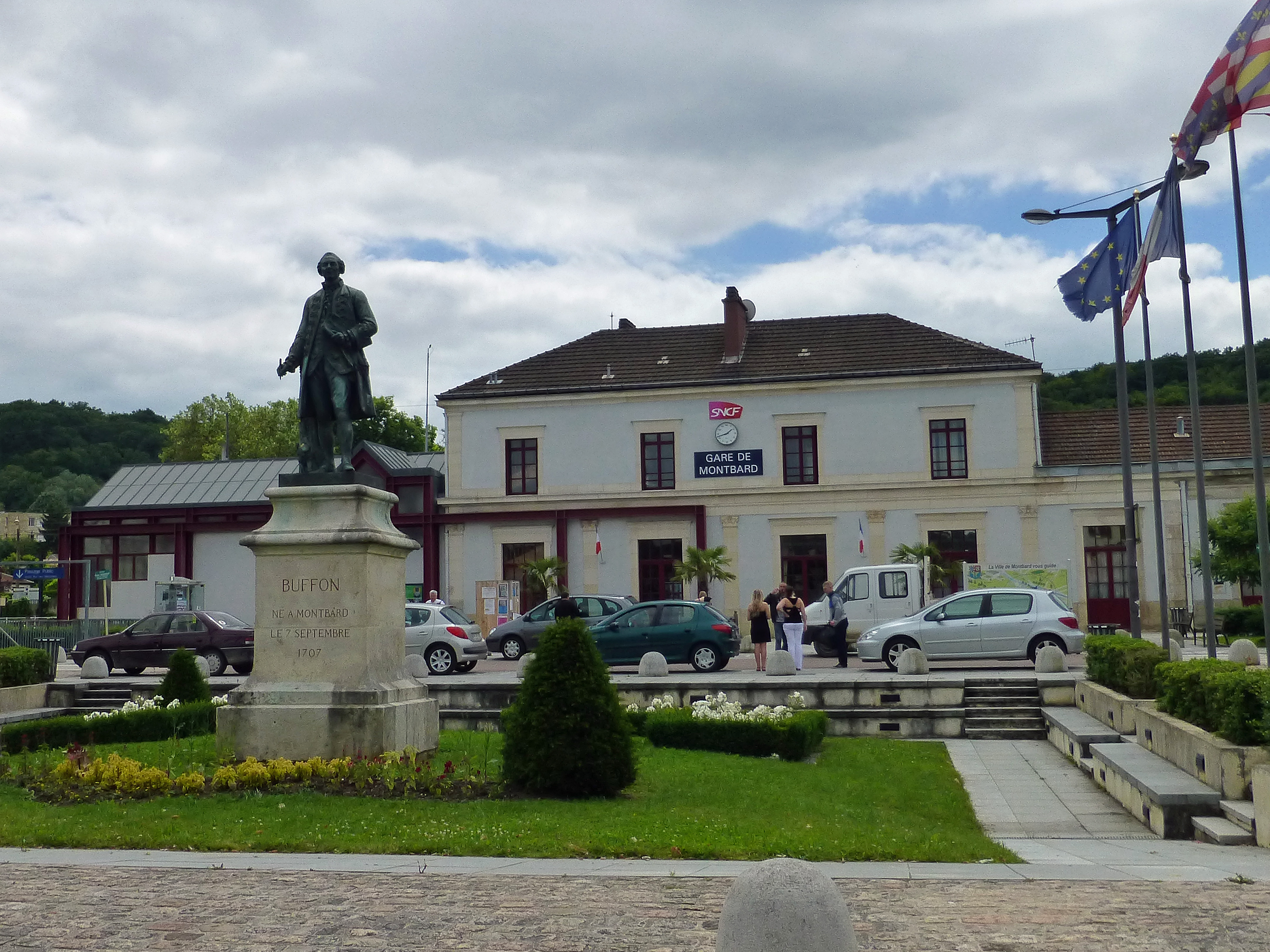
Empfangsgebäude des Bahnhofs und Statue Buffons

Montbard hat einen Bahnhof an der Bahnstrecke Paris–Lyon-Marseille, der 1851 nach der Insolvenz der Compagnie du chemin de fer de Paris à Lyon durch den französischen Staat eröffnet wurde. Von 1857 bis zu ihrem Aufgehen in der SNCF wurden Bahnhof und Strecke von der Compagnie des chemins de fer de Paris à Lyon et à la Méditerranée (PLM) betrieben. Am 5. Oktober 1962 ereignete sich nahe dem Bahnhof ein schweres Zugunglück; der TEE 1053 „Cisalpin“, ein Triebzug des Typs RAe TEE II, rammte mit 140 km/h auf dem Gleis stehengebliebene Güterwagen. Neun Tote und elf Verletzte waren zu beklagen.
Aktuell wird der Bahnhof von TGV-Hochgeschwindigkeitszügen der Relation Paris–Dijon(-Mulhouse) und Regionalzügen des TER Bourgogne-Franche-Comté bedient. Die Fahrtzeit nach Paris im TGV beträgt eine Stunde.
Der Ort wird durch die Departementsstraßen D 905 (bis 1972: Nationalstraße N 5) und D 980 (ehemalige Nationalstraße N 80) erschlossen. Nächste Autobahn ist die Autoroute A 6 (Autoroute du Soleil) mit den Anschlussstellen Nitry (Nr. 21; Richtung Paris) und Bierre-lès-Semur (Nr. 23; Richtung Lyon).

## Persönlichkeiten
- André de Montbard (1103–1156), Großmeister des Templerordens
  - dessen Familie, die Burgherren von Montbard
- Georges Louis Leclerc de Buffon (1707–1788), Naturforscher und Mathematiker
- Louis Jean-Marie Daubenton (1716–1799/1800), Naturforscher
- Jean Bardin (1732–1809), Historienmaler
- Pierre-François Bienaymé (1737–1806), Bischof von Metz
- Andoche Junot (1771–1813), napoleonischer General
- Benjamin Guérard (1797–1854), Schriftsteller
- Eugène Guillaume (1822–1905), Bildhauer
- Edmé Georges Piot (1828–1909), Ingenieur und Politiker
- Henri-Gédéon Daloz (1861–1941), Maler und Fotograf
- Chantal Quenneville (1887–1969), Malerin
- Louis Arnoux (1913–2006), Maler
- Jean Claude Misset (* 1947), Maler
- Fabrice Philippot (1965–2020), Radrennfahrer

## Sehenswürdigkeiten
- Park und Musée Buffon
- Jacquemart, der Stadt 1430 von Herzog Philipp dem Guten geschenkt

## Städtepartnerschaften
- Couvin, Belgien
- Ubstadt-Weiher, Deutschland